# Raid of Dream
Raid of Dream es el primer EP especial en coreano del grupo femenino de Corea del Sur Dreamcatcher. Fue lanzado el 18 de septiembre de 2019 por Dreamcatcher Company. El álbum contiene cinco pistas, incluido el sencillo principal titulado «Deja Vu». La versión del miniálbum para Japón incluye como bonus track la versión en japonés de la pista principal.
El álbum fue lanzado como parte de una colaboración con el videojuego móvil coreano King's Ride, que fue lanzado el mismo día.

## Antecedentes y lanzamiento
El 2 de julio de 2019, se informó que Dreamcatcher volvería con un nuevo trabajo en la segunda mitad del año. Después de prepararse para su primer álbum de estudio japonés titulado The Beginning of the End, programado para el 11 de septiembre, el 2 de septiembre se lanzó una imagen bajo el nombre de Mystery Code con un dispositivo de visualización de 7 segmentos flotando en un castillo medieval de estilo europeo, a través de sus redes sociales oficiales. El día 3, se lanzó el segundo Mystery Code con cuatro oraciones en inglés sobre los sueños. El 4 de septiembre, se lanzaron el título del álbum y el calendario de regreso. Según Dreamcatcher Company, este álbum es «un trabajo de forma y contenido experimental y único, que está separado de la historia existente del grupo». El 9 de septiembre, cuando se reveló un nuevo Mystery Code, se reveló la colaboración con el juego móvil King's Raid.
El 5 de septiembre, se lanzó una foto teaser individual y el 6 de septiembre se lanzó una foto teaser grupal con las especificaciones del álbum. El 10 y 11 de septiembre, se lanzaron teasers individuales y fotos grupales, respectivamente, con uniformes negros dentro de un desordenado castillo. Luego, el 12 de septiembre, se lanzó un tráiler que contenía parte del vídeo musical de la canción principal, y el 13 de septiembre, parte de la letra de la canción principal se lanzó como vídeo. El 14 de septiembre, se publicó en YouTube un medley destacado de todas las canciones del álbum. Finalmente, un vídeo de vista previa de la coreografía de la canción principal fue lanzado el 16 de septiembre, y un vídeo teaser del vídeo musical de la canción principal fue lanzado el día 17.

## Colaboración conKing's Raid
El 9 de septiembre se reveló la colaboración del álbum con el juego móvil King's Raid. Esto fue concebido a principios de 2018 por la compañía Vesper, que presta servicios a King's Raid, y comenzó oficialmente cuando Vesper se lo propuso oficialmente a Dreamcatcher Company en mayo de 2019.
La canción principal, «Deja Vu», forma parte de la trama final de 'Pandemonium', el noveno capítulo de King's Raid, formando parte así de manera oficial del OST del videojuego.

## Recepción de la crítica
El medio digital especializado Seoulbeats dijo sobre el álbum que «Raid of Dream ofrece exactamente lo que esperarías de un lanzamiento de Dreamcatcher. Si bien no aporta nada sorprendente, es una fórmula que sigue funcionando para el grupo. La decepción que surge entonces se debe principalmente a que simplemente han tenido lanzamientos más creativos y completos en el pasado». Sobre la pista principal, señalaron que «En particular, las voces más bajas de Dami y Handong pueden brillar en la canción y son un magnífico contraste con los versos más vacíos que son transmitidos principalmente por la melodía emocional del piano».
El sitio AllKpop indicó en su reseña que «En general, si bien este álbum es un poco diferente a otros trabajos de Dreamcatcher, también es bastante similar. Tenemos canciones que van desde el pop al pop rock y tenemos la balada solitaria. Parece que están poniendo más sonidos de piano en sus álbumes, lo que significa un sonido ligeramente diferente, pero la amenaza que acecha al borde de la música sigue ahí».

## Lista de canciones
| CD    |                                         |                                  |                                  |                                  |          |  |
| N.º   | Título                                  | Letras                           | Música                           | Arreglos                         | Duración |  |
| 1.    | «Intro»                                 |                                  | LEEZ, Ollounder                  | LEEZ, Ollounder                  | 1:31     |  |
| 2.    | «Deja Vu» (데자부)                      | LEEZ, Ollounder, Kim Bo-eun      | LEEZ, Ollounder                  | LEEZ, Ollounder                  | 3:44     |  |
| 3.    | «The Curse of the Spider» (거미의 저주) | LEEZ, Ollounder                  | LEEZ, Ollounder                  | LEEZ, Ollounder                  | 3:10     |  |
| 4.    | «Silent Night»                          | LEEZ, Ollounder                  | LEEZ, Ollounder                  | LEEZ, Ollounder                  | 3:18     |  |
| 5.    | «Polaris» (북극성)                      | LEEZ, Ollounder, Chairmann, 0to1 | LEEZ, Ollounder, Chairmann, 0to1 | LEEZ, Ollounder, Chairmann, 0to1 | 3:53     |  |
| 15:36 |                                         |                                  |                                  |                                  |          |  |

| CD (versión japonesa) |                              |                             |                 |                 |          |  |
| N.º                   | Título                       | Letras                      | Música          | Arreglos        | Duración |  |
| 1.                    | «Deja Vu» (versión japonesa) | LEEZ, Ollounder, Kim Bo-eun | LEEZ, Ollounder | LEEZ, Ollounder | 3:44     |  |
| 19:20                 |                              |                             |                 |                 |          |  |

## Reconocimientos

### Listados
| Publicación | Lista                                            | Ranking | Ref.   |
| ----------- | ------------------------------------------------ | ------- | ------ |
| Billboard   | The 25 Best K-pop Albums of 2019: Critics' Picks | 9.º     | [ 16 ] |

## Posicionamiento en listas
| Lista (2019)                     | Mejor posición |
| -------------------------------- | -------------- |
| Corea del Sur (Gaon Album Chart) | 3              |

| Lista (2019)                     | Mejor posición |
| -------------------------------- | -------------- |
| Corea del Sur (Gaon Album Chart) | 5              |

## Historial de lanzamiento
| País          | Fecha                    | Formato                         | Sello                             |
| ------------- | ------------------------ | ------------------------------- | --------------------------------- |
| Corea del Sur | 18 de septiembre de 2019 | CD, descarga digital, streaming | Dreamcatcher Company, Genie Music |